# Araeopterella miscidisce
Araeopterella miscidisce là một loài bướm đêm trong họ Erebidae.